# 拓跋浑 (宰官尚书)
拓跋浑，北魏宗室，鲜卑族。他是拓跋什翼犍的曾孙，拓跋力真的孙子，辽西公拓跋意烈的侄子，拓跋勃的儿子。
拓跋浑年轻时擅长弓马，魏太武帝嘉赏他。当时有诸方使臣，拓跋浑箭射三头野兽，发弓而中，举座都叫好。担任宰臣尚书，以骄纵为失。后因事免官，迁到长社，被人所害，其子拓跋库汗。